# Červené Pečky
Červené Pečky là một chợ huyện thuộc huyện Kolín, vùng Středočeský, Cộng hòa Séc.